# Fábio Zambiasi
Fábio Zambiasi (Nova Bréscia, 2 de julho de 1966 — Carazinho, 7 de fevereiro de 2022) foi um futebolista brasileiro que atuava como zagueiro e iniciou a carreira no futebol gaúcho, sendo contratado pelo clube alemão FC Saarbrücken.
Sua principal passagem no futebol foi no Coritiba Foot Ball Club, entre 1995 e 1997, e Avaí, em 1999. No Coritiba, se tornou o zagueiro com mais gols pelo time, com 18. Este recorde foi quebrado por Emerson no dia 9 de junho de 2012.
O atleta também atuou na Portuguesa Santista, Grêmio Santanense, Iraty e o América.
Zambiasi aposentou-se em meados da década de 2000.

## Morte
Zambiasi morreu no dia 7 de fevereiro de 2022 aos 55 anos vítima de um acidente de trabalho em Carazinho, no interior do estado do Rio Grande do Sul, de acordo com as notícias. Ele trabalhava no corte de madeiras e foi atingido por uma árvore, dentro de uma das suas propriedades, na região de Carazinho.